# せんちめんたる じぇねれ〜しょん
「せんちめんたる じぇねれ〜しょん」は、時東ぁみの1枚目のシングル。2006年4月19日にマーベラスエンタテイメントから発売された。

## 概要
- つんく♂プロデュースによる時東ぁみのデビュー・シングル。
- 初回限定盤（MJCD-23018）と通常盤（MJCD-23019）の2形態でリリースされ、初回限定盤には本作のミュージック・ビデオを収録したDVDが同梱されている。
- 表題曲とカップリング曲がそれぞれテレビ東京系アニメ『スクールランブル 二学期』のオープニングテーマ曲とエンディングテーマ曲に起用された[2]。

## 収録曲
| 全作詞・作曲: つんく♂、全編曲: 鈴木俊介。 |                                                           |         |            |      |
| #                                         | タイトル                                                  | 作詞    | 作曲・編曲 | 時間 |
| 1.                                        | 「せんちめんたる じぇねれ〜しょん」                       | つんく♂ | つんく♂    | 3:12 |
| 2.                                        | 「この涙があるから次の一歩となる」                        | つんく♂ | つんく♂    | 2:45 |
| 3.                                        | 「せんちめんたる じぇねれ〜しょん」(オリジナル・カラオケ) | つんく♂ | つんく♂    | 3:12 |
| 4.                                        | 「この涙があるから次の一歩となる」(オリジナル・カラオケ)  | つんく♂ | つんく♂    | 2:45 |
| 合計時間:                                 | 合計時間:                                                 | 11:54   |            |      |

| #  | タイトル                                         | 作詞 | 作曲・編曲 |
| -- | ------------------------------------------------ | ---- | ---------- |
| 1. | 「せんちめんたる じぇねれ〜しょん」(Music Video) |      |            |